# کریم زیانی
کریم زیانی (عربی: كريم زياني؛ زادهٔ ۱۷ اوت ۱۹۸۲) یک بازیکن فوتبال اهل فرانسه-الجزایر است.